# Bogumił Pawłowski
Bogumił Pawłowski (Krakau, 25 november 1898 – Thessaloniki, 27 juli 1971) was een Pools botanicus en hoogleraar. Hij werd in het bijzonder bekend door zijn wetenschappelijke bijdragen aan de plantentaxonomie, de vegetatiekunde en de floristiek. Zijn botanische standaardafkorting is Pawł.

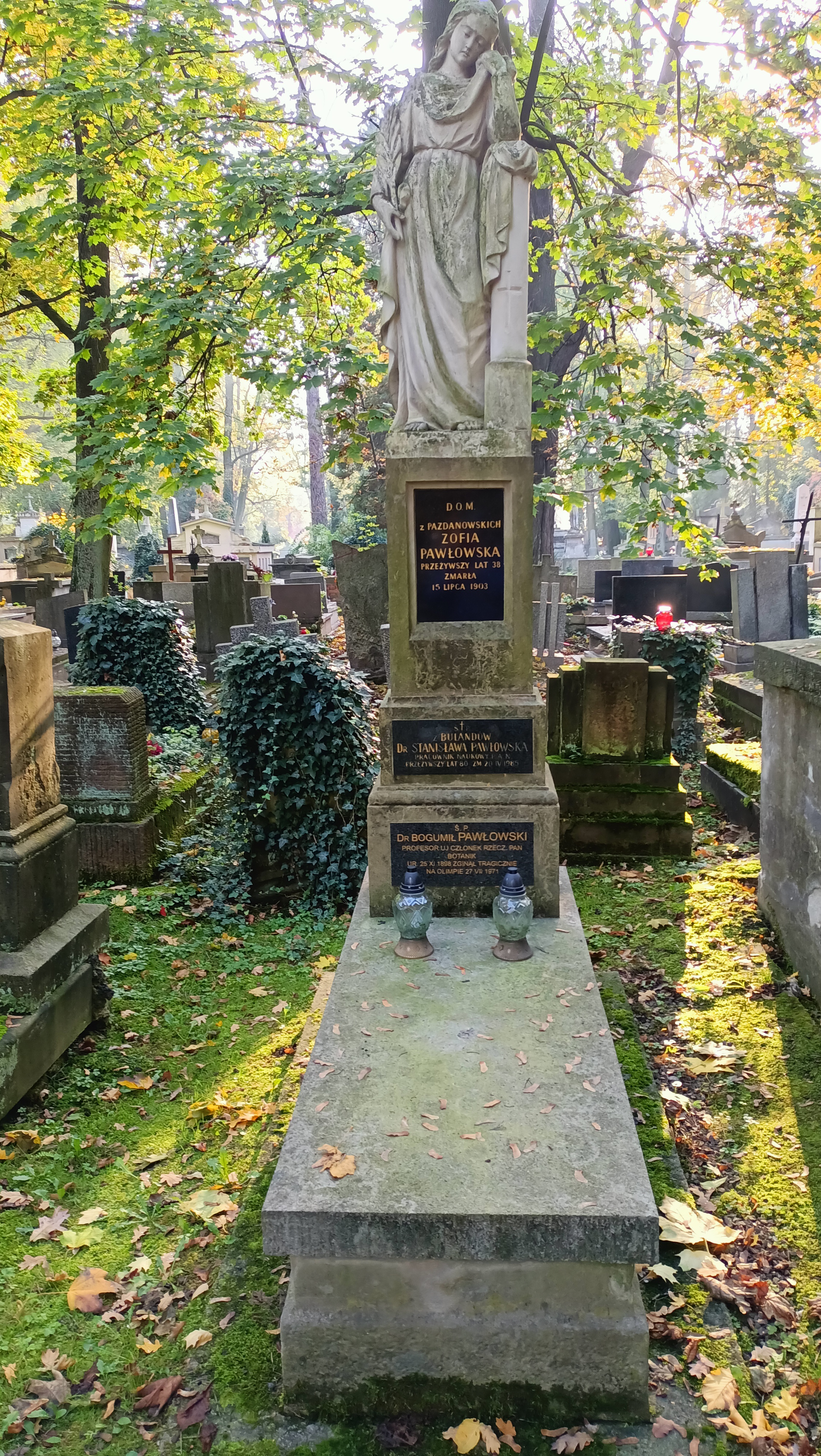
Het graf van Pawłowski in de necropolis van Krakau.

## Werk
Pawłowski was (co-)auteur van meer dan 100 botanische artikelen, zoals het standaardwerk de Flora Polska. Ook was hij hoofdadviseur van Polen bij het opzetten van de Flora Europaea.
Pawłowski was professor aan de Jagiellonische Universiteit in Krakau en lid van de Poolse Academie van Wetenschappen in Warschau. Tevens was hij directeur van het Władysław Szafer Institute of Botany of the Polish Academy in Krakau.

### Beschreven syntaxa
- orde van eiken- en beukenbossen op voedselrijke grond – Fagetalia sylvaticae Pawł. in Pawł. et al. 1928
- hoogveenmos-orde – Sphagnetalia magellanici (Pawł. 1928) D.M.Moore